# Coroieni
Coroieni is een Roemeense gemeente in het district Maramureș.

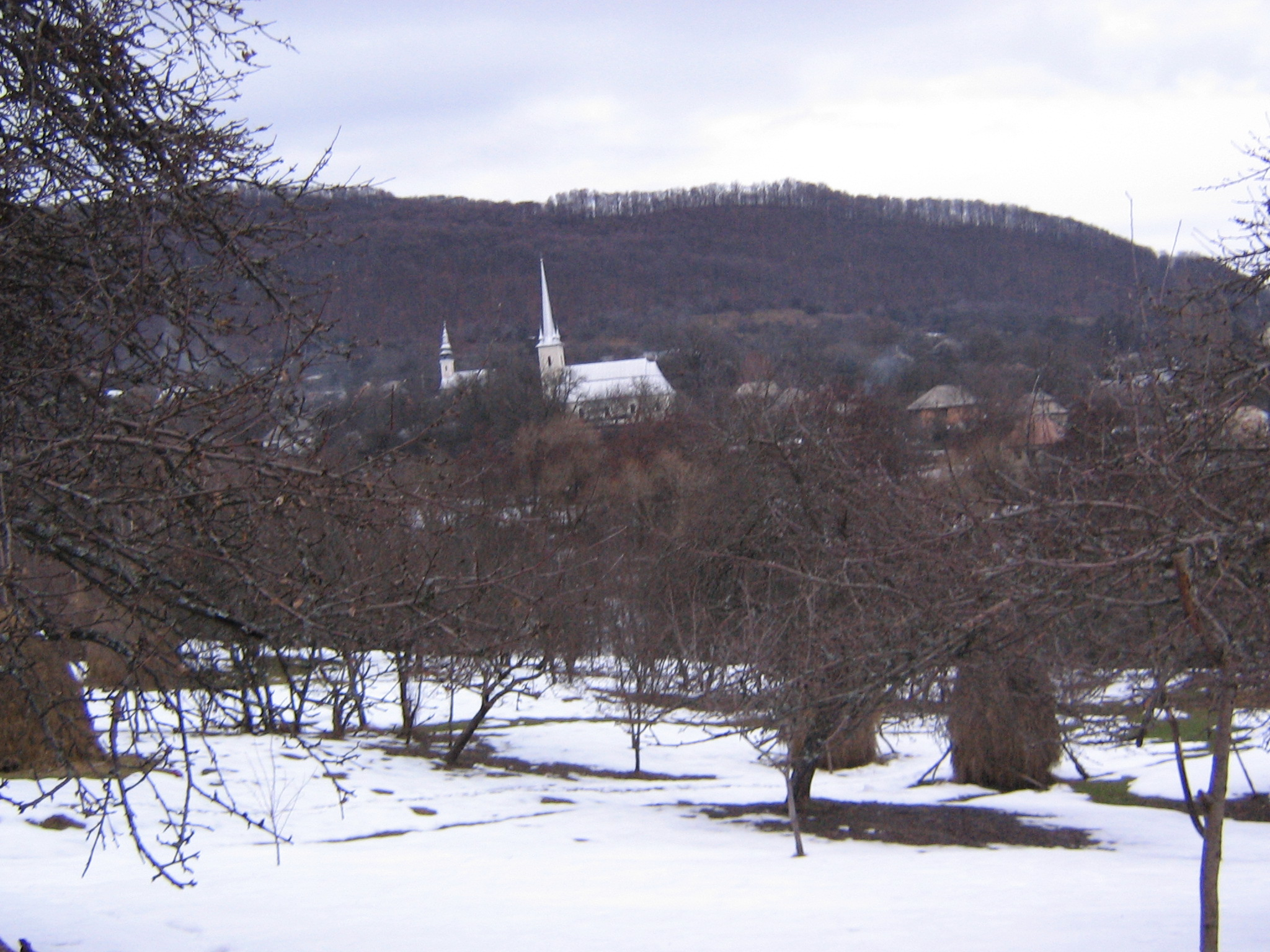
Coroieni

Coroieni telt 2284 inwoners.